# Osu! Tatakae! Ōendan
Osu! Tatakae! Ōendan (押忍！闘え！応援団) est un jeu vidéo musical développé par iNiS et édité par Nintendo, sorti le 28 juillet 2005 sur Nintendo DS au Japon uniquement.
La version occidentale du jeu se nomme Elite Beat Agents. Les personnages, les histoires et les musiques y sont différentes, si bien qu'il est plutôt considéré comme une suite et non une adaptation.
Un deuxième épisode est sorti le 17 mai 2007 au Japon et s'intitule Moero! Nekketsu Rhythm Damashii Osu! Tatakae! Ōendan 2.

## Histoire
Une ōendan (un groupe de supporters) s'organise pour venir en aide et soutenir 15 personnes de son quartier. Ces protagonistes en difficulté vont de l'élève ayant du mal à travailler chez lui, une secrétaire désireuse de passer une soirée avec son patron, un cuisinier voulant remplir son restaurant jusqu'au cheval souhaitant capturer un cambrioleur voire le monde entier se sauvant d'une pluie de météorites.
Le jeu recense en fait 15 courtes histoires, racontées en images pendant que le joueur tapote en rythme sur l'écran. Le dénouement et certains moments clés varieront en fonction des performances (échec ou réussite).

## Système de jeu
iNiS n'en est pas à son premier jeu musical puisque ce studio avait déjà œuvré auparavant sur Gitaroo Man, jeu vidéo musical sorti sur PlayStation 2 (2002 en France, 2001 au Japon).
Très simple dans le fond, le jeu se joue intégralement au stylet sur l'écran tactile de la Nintendo DS. Il faut en effet réagir et appuyer en rythme sur plusieurs éléments à l'écran. Chaque réaction entraine une réussite ou un échec, ce qui influe sur la jauge de moral de la personne que les supporters encouragent.

### Les pastilles
Les pastilles numérotées sont les éléments les plus courants du jeu. Il suffit de poser le stylet dessus au bon moment pour suivre le rythme; ce qui peut provoquer l'une des 4 possibilités suivantes :
- Réussite parfaite, effectuée dans le rythme et gratifie de 300 points ainsi qu'un bonus moral
- Réussite correcte, effectuée presque dans le rythme et gratifie de 100 points
- Réussite médiocre, effectuée trop tard ou trop tôt, accorde 50 points et un malus moral dans certains modes de difficulté
- Échec, effectuée largement en dehors du rythme, pas de point et un malus moral

### Les tubes
Si les pastilles réagissent à un touché bref, les tubes eux correspondent à un touché long. Dans chaque tube se trouve une petite balle. Cette dernière se déplacera au sein du tube dès l'instant où le joueur la touchera. La difficulté de l'opération réside dans le fait qu'il faut conserver le stylet appuyé sur la balle et suivre son rythme de déplacement.

### Les spirales
Symbolisant souvent la fin d'une chanson (surtout dans les niveaux de difficultés élevés), la spirale demande de faire tourner le plus rapidement possible en traçant des cercles à l'écran. Certaines demandent une faible vitesse pour réussir tandis que d'autres, non. Le bras est rudement mis à l'épreuve lors de ces passages.
La spirale doit être terminée avant la fin du temps qui est donné pour la faire. Finir une spirale avant la fin du temps donne un Bonus de points et de moral.

### Jauge de moral (ou kiai)
Si les points servent avant tout à décerner une note finale et à juger du talent à enchaîner les pastilles sans se tromper, il faut toutefois tenir compte de la jauge de moral, indispensable à la réussite des opérations. Cette jauge se remplit ou reste à son niveau lorsqu'une pastille est correctement appuyée mais diminue en cas d'échec. Une fois vide, la partie est terminée : il faut recommencer le niveau.

### Score, combos et difficulté
Le score et les combos sont intimement liés. Ces derniers représentent en fait le nombre de réussites d'affilée actuellement en cours. Le moindre échec remet ce compteur à zéro. Le chiffre représenté agit comme un multiplicateur avec les points gagnés, le multiplicateur se calculant de cette façon : Valeur de la réussite * (Valeur du combo/10). Ainsi, avec un combo de 150, une réussite valant 300 points vous en rapportera au bout du compte 4 500 (300*150/10). Notons que ce calcul n'est applicable qu'à partir d'une valeur de combo supérieure à dix, le nombre de points reçus pour toute valeur de combo comprise entre 0 et 10 étant égal à celui de la réussite.
À la fin de chaque niveau, une courbe représente le parcours du joueur en termes de jauge de moral et une note est attribuée en fonction de cette performance. Ces lettres vont de E (mauvais) à A (excellent). Comme souvent dans les jeux japonais, la lettre S symbolise la performance ultime, largement mieux qu'un A.
De base, Ōendan propose 2 niveaux de difficulté : facile et normal. Une fois les 15 chapitres du niveau normal réussis, se débloque alors le troisième mode de difficulté (difficile) qui lui aussi, une fois réussi, ouvre le chemin au dernier mode de difficulté (très difficile). Ces modes sont représentés par différents trios masculins, chacun composé d'un leader et des deux autres mêmes accompagnateurs pour le reste. Une difficulté ultime s'ouvrira une fois le niveau Expert terminé, permettant au joueur d'incarner un groupe de pom-pom girls.
Le niveau de difficulté est représenté par une flamme qui selon la difficulté s'intensifie.
- Mode facile // Tanaka Hajime (leader), Saitō, Suzuki
- Mode normal // Ippongi Ryūta (leader), Saitō, Suzuki
- Mode difficile // Dōmeki Kai (leader), Saitō, Suzuki
- Mode très difficile // "Cheer Girls" : Amemiya Sayaka, Kanda Aoi, Anna Lindhurst

## La bande originale du jeu
- Asian Kung-Fu Generation / Loop & loop
- 175R / Melody
- Morning Musume / Koi No Dance Site
- Ulfuls / Gut's Da Ze !
- nobodyknows+ / Kokoro Odoru
- Tomoyasu Hotei / Thrill
- The Blue Hearts / Linda Linda
- B'z / Atsuki Kodou No Hate
- Road Of Major / Taisetsu Na Mono
- Linda Yamamoto / Neraiuchi
- Kishidan / One Night Carnival
- Yaida Hitomi / Over The Distance
- The Yellow Monkey / Taiyou Ga Moeteiru
- Orange Range / Shanghai Honey
- L'Arc-en-Ciel / Ready Steady Go

## Équipe de développement

### iNiS
- Producteur : Masako Harada
- Réalisation, conception de jeu : Keiichi Yano
- Concept du jeu : Ittetsu Suzuki, Atsushi Saito, Takaharu Asai
- Scénarimage : Kotaro Umeji
- Graphismes : Atsushi Saito, Risako Watanabe
- Programmation : Tetsuhide Okada
- Conception sonore : Takaharu Asai
- Capture de mouvement : Naoto Oshima, Masaya Uemura, Kanae Uehiro, Shigeto Kirihara
- Chef animateur : Ittetsu Suzuki
- Modélisation 3D : Yuuta Watanabe
- Animation 3D : Masahiro Shiraishi

### Nintendo
- Producteur exécutif : Satoru Iwata
- Producteur : Shinya Saito
- Superviseur : Masahiko Mashimo
- Interface : David Ventura, Hiroyuki Arai